# Кастел Ригоне (Перуђа)
Кастел Ригоне је насеље у Италији у округу Перуђа, региону Умбрија.
Према процени из 2011. у насељу је живело 415 становника. Насеље се налази на надморској висини од 649 м.